# Synonymlista över Opuntia-arter
Synonymlista till släktet Opuntia i familjen kaktusväxter, anordnad alfabetiskt.
Opuntia abyssi Hester  = Cylindropuntia abyssi (Hester) Backeberg
Opuntia acanthocarpa Wolf = Cylindropuntia acanthocarpa (Engelmann & Bigelow) F. Knuth
Opuntia aggeria B.E. Ralston & R.A. Hilsenbeck = Grusonia aggeria B.E. Ralston & R.A. Hilsenbeck E.F. Anderson
Opuntia agglomerata A.Berger  = Grusonia agglomerata (Berger) E.F. Anderson
Opuntia albisaetacens Backeberg = Tunilla albisaetacens (Backeberg) D.Hunt & Iliff
Opuntia alcahes Weber = Cylindropuntia alcahes (Weber) F. Knuth
Opuntia alcerrecensis Iliff = Tunilla chilensis (Ritter) D.Hunt & Iliff
Opuntia alexanderi Britton & Rose = Tephrocactus alexanderi (Britton & Rose) Backeberg
Opuntia anteojoensis Pinkava = Cylindropuntia anteojoensis (Pinkava) E.F. Anderson
Opuntia aoracantha Lemaire = Tephrocactus aoracanthus (Lemaire) Lemaire
Opuntia arbuscula Engelmann = Cylindropuntia arbuscula (Engelmann) F. Knuth
Opuntia archiconoidea (Ritter) Hunt = Maihueniopsis archiconoidea Ritter
Opuntia articulata (Pfeiffer) Hunt = Tephrocactus articulatus (Pfeiffer) Backeberg
Opuntia atacamensis Philippi = Maihueniopsis atacamensis (Phil) Ritter
Opuntia bigelowii Engelmann = Cylindropuntia bigelowii (Engelmann) F. Knuth
Opuntia boliviana Salm-Dyck = Cumulopuntia boliviana (Salm-Dyck) Ritter
Opuntia bradleyi Rowley = Austrocylindropuntia cylindrica (Lamarck) Backeberg
Opuntia bradtiana (Coulter) K. Brandegee = Grusonia bradtiana (Coulter) Britton & Rose
Opuntia brasiliensis (Willdenow) Haworth = Brasiliopuntia brasiliensis (Willdenow) Berger
Opuntia bulbispina Engelmann = Grusonia bulbispina (Engelmann) H. Robinson
Opuntia burrageana Britton & Rose  = Cylindropuntia burrageana (Britton & Rose) Backeberg
Opuntia californica Torrey & Gray = Cylindropuntia californica (Torrey & Gray) F. Knuth
Opuntia camachoi Espinosa = Maihueniopsis camachoi (Espinosa) Ritter
Opuntia caribaea Britton & Rose = Cylindropuntia caribaea (Britton & Rose) F. Knuth
Opuntia chichensis (Cardenas) Rowley = Cumulopuntia chichensis (Ritter) E.F. Andersson
Opuntia cholla Weber = Cylindropuntia cholla (Weber) F. Knuth
Opuntia clavarioides Pfeiffer = Puna clavarioides (Pfeiffer) Kiesling
Opuntia clavata Engelmann = Grusonia clavata (Engelmann) Robinsson
Opuntia colorea (Ritter) Hunt = Maihueniopsis colorea (Ritter) Ritter
Opuntia conoidea (Backeberg) Rowley = Maihueniopsis conoidea (Backeberg) Ritter
Opuntia corotilla Schumann ex Vaupel = Cumulopuntia corotilla (Schumann ex Vaupel) E.F. Andersson
Opuntia corrugata (Gillies ex London) Salm-Dyck = Tunilla corrugata (Salm-Dyck) D.Hunt & Iliff
Opuntia crassicylindrica (Rauh & Backeberg) Rowley = Cumulopuntia crassicylindrica (Rauh & Backeberg) Ritter
Opuntia crassipina (Ritter) Hunt = Maihueniopsis crassispina Ritter
Opuntia cylindrica (Lamarck) De Candolle = Austrocylindropuntia cylindrica (Lamarck) Backeberg
Opuntia dactylifera Vaupel = Cumulopuntia dactylifera (Vaupel) E.F. Andersson
Opuntia darwinii Henslow = Maihueniopsis darwinii (Henslow) Ritter
Opuntia davisii Engelmann & Bigelow = Cylindropuntia davisii (Engel. & Bigelow) F. Knuth
Opuntia domeykoensis (Ritter) Hunt = Maihueniopsis domeykoensis Ritter
Opuntia echinocarpa Engelmann & Bigelow = Cylindropuntia echinocarpa (Engelmann & Bigelow) F. Knuth
Opuntia emoryi Engelmann  = Grusonia stanlyi (Engelmann) Pinkava
Opuntia erectoclada Backeberg = Tunilla erectoclada (Backeberg) D.Hunt & Iliff
Opuntia erinacea Engelmann & Bigelow = Opuntia polyacantha Haworth
Opuntia falcata Ekman & Werdermann = Consolea falcata (Ekman & Werdermann) F. Knuth
Opuntia flexuosa (Backeberg) = Tephrocactus flexuosus Backeberg
Opuntia floccosa Salm-Dyck ex Winterfeld = Austrocylindropuntia floccosa (Salm-Dyck) Ritter
Opuntia frigida (Ritter) G. Navarro = Cumulopuntia frigida Ritter
Opuntia fulgida Engelmann = Cylindropuntia fulgida (Engelmann) F. Knuth
Opuntia fulvicoma (Rauh & Backeberg) Rowley = Cumulopuntia boliviana (Salm-Dyck) Ritter
Opuntia galerasensis (Ritter) Hunt = Cumulopuntia galerasensis Ritter
Opuntia glomerata Haworth = Maihueniopsis glomerata (Haworth) Kiesling
Opuntia grahamii Engelmann = Grusonia grahamii (Engelmann) Robinson
Opuntia guatinensis Hunt = Cumulopuntia tortispina Ritter
Opuntia halophila Spegazzinii = Tephrocactus alexanderi (Spegazzinii) Backeberg
Opuntia ianthinantha (Ritter) Iliff = Tunilla ianthinantha (Ritter) D. Hunt & Iliff
Opuntia ignescens Vaupel = Cumulopuntia ignescens (Vaupel) Ritter
Opuntia imbricata (Haworth) De Candollez = Cylindropuntia imbricata (Haworth) F. Knuth
Opuntia invicta T. Brandegee = Grusonia invicta (T. Brandegee) E.F. Anderson
Opuntia ×kelvinensis Grant & Grant = Cylindropuntia ×kelvinensis (Grant & Grant) P.V. Heath
Opuntia kleiniae De Candolle = Cylindropuntia kleiniae (De Candolle) F.M. Knuth
Opuntia kunzei Rose = Grusonia kunzei (Rose) Pinkava
Opuntia lagopus Schumann  = Austrocylindropuntia lagopus (K.Schum.) F.Ritter
Opuntia leptocaulis De Candolle = Cylindropuntia leptocaulis (De Candolle) F. Knuth
Opuntia linguiformis Griffiths = Opuntia engelmannii Salm-Dyck
Opuntia llanos-de-huanta Hunt = Maihueniopsis grandiflora Ritter
Opuntia lloydii Rose = Cylindropuntia lloydii (Rose) F. Knuth
Opuntia longiareolata Clover & Jotter = Opuntia basilaris Engelmann & Bigelow
Opuntia longispina Haworth = Tunilla corrugata (Salm-Dyck) D.Hunt & Iliff
Opuntia mamillata Schott ex Engelmann = Cylindropuntia fulgida
Opuntia marenae Parsons = Grusonia marenae (Parsons) E.F. Anderson
Opuntia microdisca Weber = Tunilla corrugata (Salm-Dyck) D.Hunt & Iliff
Opuntia millspaughii Britton = Consolea millspaughii (Britton) A.Berger
Opuntia minuscula (Backeberg) Rowley = Tunilla corrugata (Backeberg) Hunt & Illif
Opuntia minuta (Backeberg) Castellanos = Maihueniopis minuta (Backeberg) Kiesling
Opuntia miquelii Monville = Miqueliopuntia miquelii (Monville) Ritter
Opuntia mistiensis (Backeberg) Rowley = Cumulopuntia mistiensis (Backeberg) E.F. Anderson
Opuntia moelleri A.Berger  = Grusonia moelleri (Berger) E.F. Anderson
Opuntia mojavensis Engelmann & Bigelow = Opuntia phaeacantha Engelmanni
Opuntia molesta T. Brandegee = Cylindropuntia molesta (T. Brandegee) F.M. Knuth
Opuntia molinensis Spegazzini = Tephrocactus molinensis (Spegazzini) Backeberg
Opuntia moniliformis (Linnaeus) Haworth ex Steudel = Consolea moniliformis (Linnaeus) A. Berger
Opuntia multigeniculata Clokey  = Cylindropuntia ×multigeniculata (Clokey) Backeberg
Opuntia munzii C.B. Wolf = Cylindropuntia munzii (C.B. Wolf) Backeberg
Opuntia nashii Britton = Consolea nashii (Britton) A. Berger
Opuntia neoarbuscula Griffiths = Cylindropuntia ×neoarbuscula (Griffiths) F.M. Knuth
Opuntia nigrispina Schumann = Maihueniopsis nigrispina (Schuman) Kiesling
Opuntia orurensis Cárdenas = Tunilla orurensis (Cardenas) Hunt & Illif
Opuntia ovata Pfeiffer = Maihueniopsis ovata (Pfeiffer) Ritter
Opuntia pachypus Schumann = Austrocylindropuntia pachypus (Schumann)
Opuntia palmadora Britton & Rose = Tacinga palmadora (Britton & Rose)
Opuntia parishii Orcutt = Grusonia parishii (Orcutt) E.F. Anderson
Opuntia parryi Engelmann = Cylindropuntia californica (Torrey & Gray) F.M. Knuth
Opuntia picardoi Marnier-Lapostolle = Tunilla erectoclada (Backeberg) Hunt & Illif
Opuntia prolifera Engelmann = Cylindropuntia prolifera (Engelmann) F.M. Knuth
Opuntia pulchella Engelmann = Grusonia pulchella (Engelmann) E.F. Anderson
Opuntia punta-caillan (Rauh & Backeberg) Rowley = Austrocylindropuntia punta-caillan (Rauh & Backeherg) E.F. Anderson
Opuntia pyrrhacantha Schumann = Cumulopuntia pyrrhacantha (Schumann) Ritter
Opuntia ×quipa Weber = Tacinga ×quipa (Weber) Stuppy & Taylor
Opuntia rahmeri Philippi = Maihueniopsis rahmeri (Philippi) Ritter
Opuntia ramosissima Engelmann = Cylindropuntia ramosissima (Engelmann) F.M. Knuth
Opuntia reflexispina Wiggins & Rollins = Grusonia reflexispina (Wiggins & Rollins) E.F. Anderson
Opuntia rosarica Lindsay = Cylindropuntia californica (Torrey & Gray) F.M. Knuth
Opuntia rosea De Candolle  = Cylindropuntia rosea (De Candolle) F.M. Knuth
Opuntia rossiana (Heinrich & Backeberg) Hunt = Cumulopuntia rossiana (Heinrich & Backeberg) Ritter
Opuntia rubescens Salm-Dyck ex De Candolle = Consolea rubescens (Salm-Dyck ex De Candolle) Lemaire
Opuntia rutila Nuttall ex Torrey & Gray = Opuntia polyacantha Haworth
Opuntia sanctae-harbarae Hunt = Cumulopuntia hystrix Ritter
Opuntia santamaria (Baxter) Wiggins = Cylindropuntia santamaria (Baxter) Rebman
Opuntia saxatilis (Ritter) Braun & Esteves Pereira = Tacinga saxatilis (Ritter) Stuppy & Taylor
Opuntia schottii Engelmann = Grusonia schottii (Engelmann) Robinson
Opuntia shaferi Britton & Rose = Austrocylindropuntia shaferi (Britton & Rose) Backeberg
Opuntia silvestris Backeberg = Tunilla silvestris (Backeberg) Hunt & Illif
Opuntia soehrensii Britton & Rose = Tunilla soehrensii (Britton & Rose) Hunt & Illif
Opuntia sphaerica Foerster = Cumulopuntia sphaerica (Foerster) Ritter
Opuntia sphaerocarpa Engelmann & Bigelow = Opuntia macrorhiza Engelmann
Opuntia spinosior (Engelmann) Tourney ex Bailey = Cylindropuntia spinosior (Engelmann) F.M Knuth
Opuntia spinosissima Miller = Consolea spinosissima (Miller) Lemaire
Opuntia subterranea R. Fries = Maihueniopsis subterranea (R. Fries) E.F. Anderson
Opuntia subulata (Muehienpfordt) Engelmann = Austrocylindropuntia subulata (Muehienpfordt) Backeberg
Opuntia superbospina Griffiths = Opuntia phaeacantha Engelmann
Opuntia tarapacana Philippi = Maihueniopsis tarapacana (Philippi) Ritter
Opuntia ×tetracantha Tourney = Cylindropuntia ×tetracantha (Tourney) F.M. Knuth
Opuntia tesajo Engelmann ex Coulter = Cylindropuntia tesajo (Engelmann) F.M. Knuth
Opuntia thurberi Engelmann  = Cylindropuntia thurberi (Engelmann) F.M. Knuth
Opuntia ticnamarensis (Ritter) Hunt = Cumulopuntia ticnamarensis Ritter
Opuntia treleasei Coulter = Opuntia basilaris Engelmann & Bigelow
Opuntia trichophora (Engelmann & Bigelow) Britton & Rose = Opuntia polyacantha Haworth
Opuntia tumida (Ritter) Hunt = Cumulopuntia tumida Ritter
Opuntia tunicata Link & Otto = Cylindropuntia tunicata (Lehman) F.M. Knuth
Opuntia unguispina Backeberg = Cumulopuntia unguispina (Backeberg) Ritter
Opuntia vaginata Engelmann = Cylindropuntia leptocaulis (De Candolle) F.M. Knuth
Opuntia verschaffeltii Cels ex Weber = Austrocylindropuntia verschaffeltii (Cels ex Weber) Backeberg
Opuntia versicolor Engelmann ex Tourney = Cylindropuntia versicolor (Engelmann) F.M. Knuth
Opuntia vestita Salm-Dyck = Austrocylindropuntia vestita (Salm-Dyck) Backeberg
Opuntia vilis Rose = Grusonia vilis (Rose) Robinson
Opuntia ×viridiflora Britton & Rose  = Cylindropuntia ×viridiflora (Britton & Rose) F.M. Knuth
Opuntia ×vivipara Rose = Cylindropuntia ×vivipara (Rose) F.M. Knuth
Opuntia wagenknechtii (Ritter) Hunt = Maihueniopsis wagenknechtii Ritter
Opuntia weberi Speggazinii	 Tephrocactus weberi (Speggazinii) Backeberg
Opuntia werneri Eggli = Tacinga werneri (Eggli) Stuppy & Taylor
Opuntia whipplei Engelmann & Bigelow = Cylindropuntia whipplei (Engelmann & Bigelow) F.M. Knuth
Opuntia wolfii (L.Benson) M.A. Baker = Cylindropuntia wolfii (L.Benson) Rebman
Opuntia yanganucensis (Rauh & Backeberg) Rowley = Austrocylindropuntia yanganucensis (Rauh & Backeberg) E.F. Anderson
Opuntia zehnderi (Rauh & Backeberg) Rowley = Cumulopuntia zehnderi (Rauh & Backeberg) Ritter